# عنصر بسیار ناچیز
در زیست‌شناسی، عنصر بسیار ناچیز به یک عنصر شیمیایی گفته می‌شود که در حالت معمولی مقدار آن کمتر از یک میکروگرم در هر گرم از ترکیب داده شده از موجود زنده‌است. (برای نمونه ۰٫۰۰۰۱ درصد وزن) اما این ماده نقشی کلیدی و حیاتی در دگرگشت موجود زنده بازی می‌کند.
عنصرهای بسیار ناچیز احتمالی در بدن انسان عبارتند از: بور، سیلیسیم، نیکل، آرسنیک و وانادیم..
عنصرهای بسیار ناچیز احتمالی در دیگر موجودات زنده عبارتند از: برم کادمیم فلوئور، سرب، لیتیم و قلع..